# 雲仙ロープウェイ
雲仙ロープウェイ株式会社（うんぜんロープウェイ）は、長崎県雲仙市の雲仙岳にある索道（ロープウェイ）路線を運営する企業である。
本記事では同路線についても併せて記述する。

## 会社概要
- 本社所在地 - 長崎県雲仙市小浜町雲仙551番地

## 沿革
- 1956年（昭和31年）9月14日 - 会社設立。
- 1957年（昭和32年）7月15日 - 路線開業。

## 路線概要
- 形式 - 三線交走式
- 路線延長 - 500m
- 高低差 - 174m
- 所要時間 - 約3分
- 営業時間 - 始発8:51～最終17:43（冬期は17:23）通常4～8分間隔
- 機器定員 -36名

仁田峠循環自動車道路の途中に仁田峠駅が設けられている。雲仙普賢岳の噴火時には、一躍火砕流の見物スポットになったが、火砕流の活動活発化に伴い、立ち入り禁止区域に設定された。

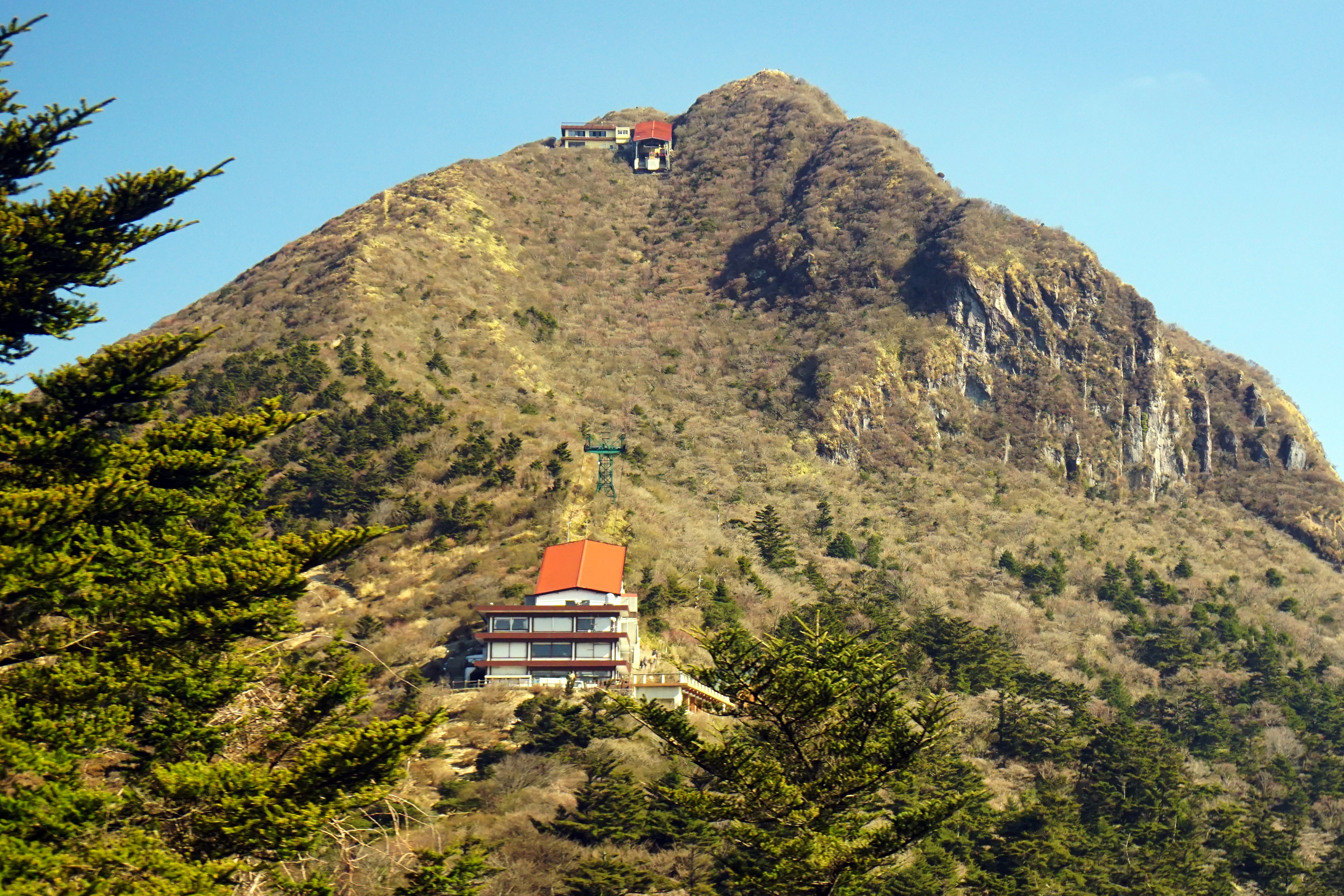
全景
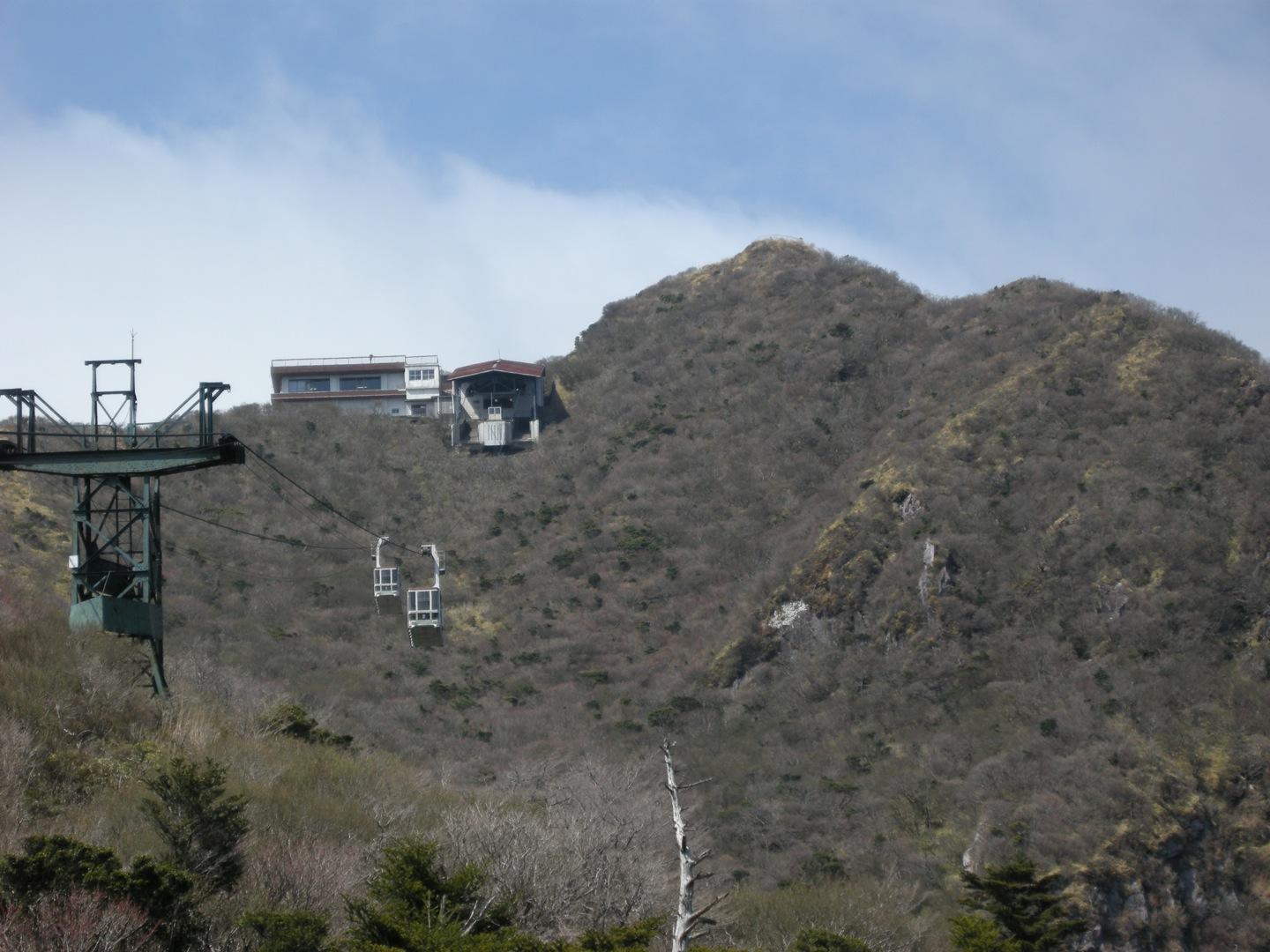
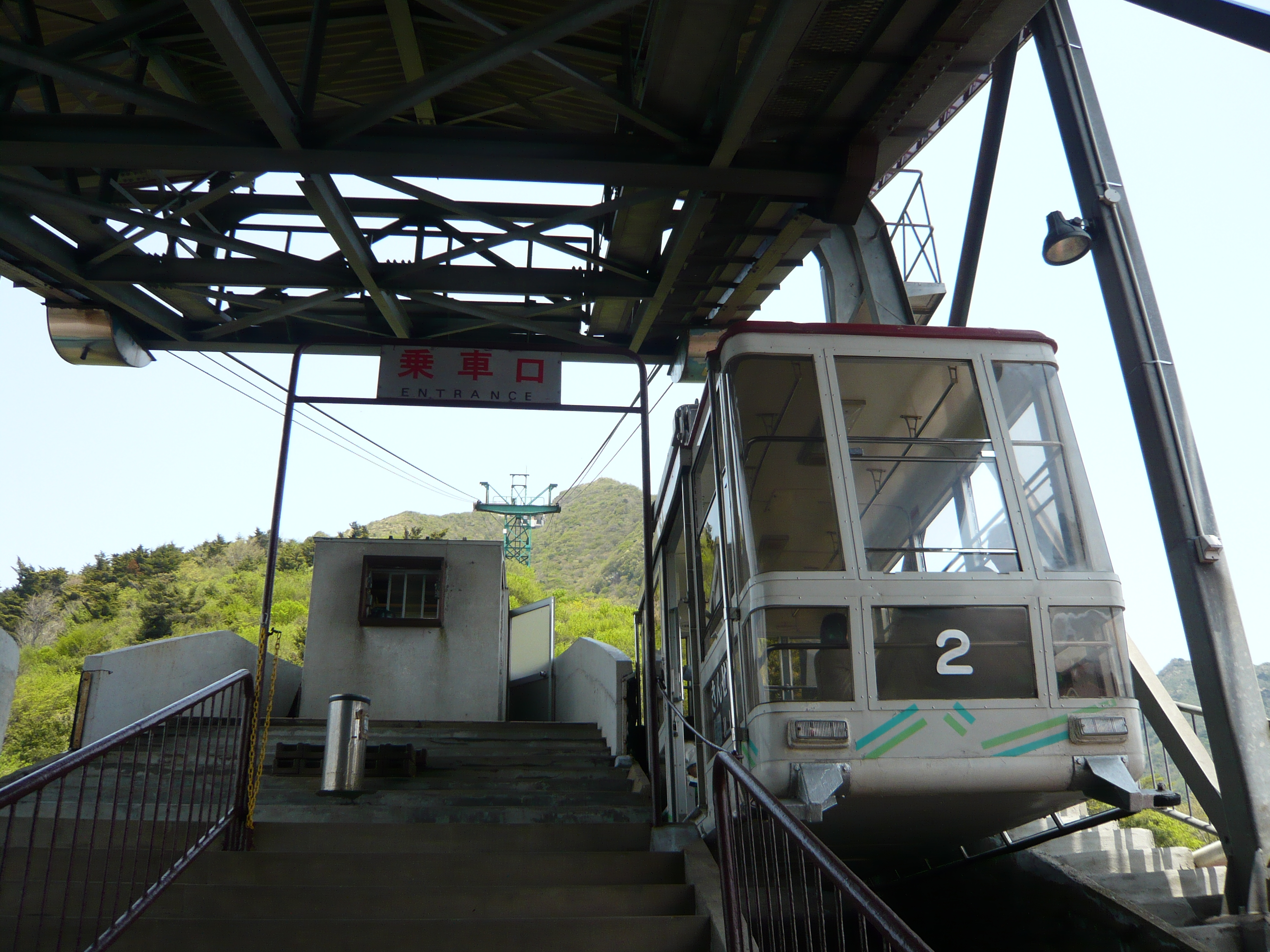
旧ゴンドラ
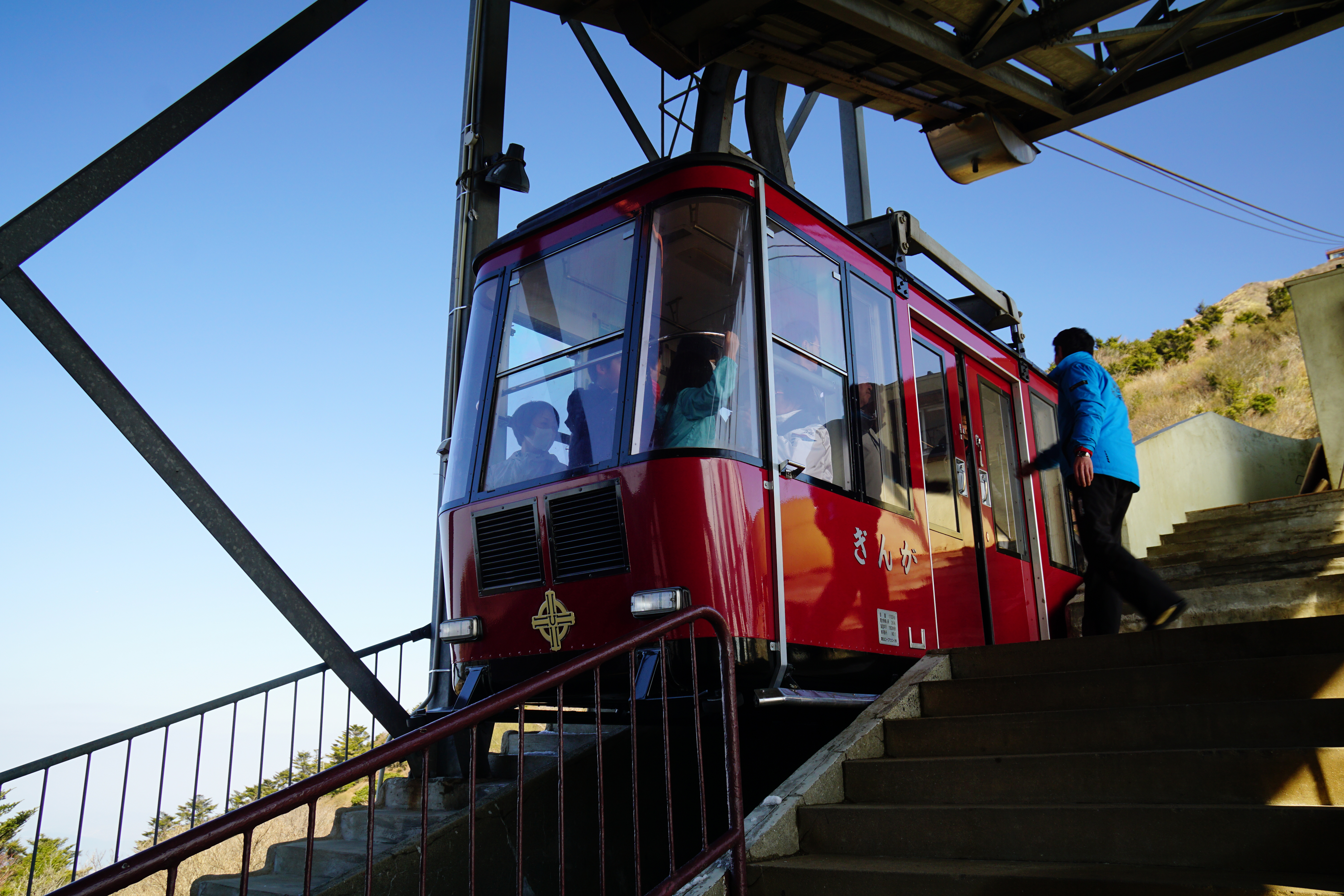
ゴンドラ

### 駅一覧
- 仁田峠駅（北緯32度45分2.9秒 東経130度17分7.7秒 / 北緯32.750806度 東経130.285472度） - 妙見岳駅（北緯32度45分18.8秒 東経130度17分7.6秒 / 北緯32.755222度 東経130.285444度）